# Benevolent Dictator for Life

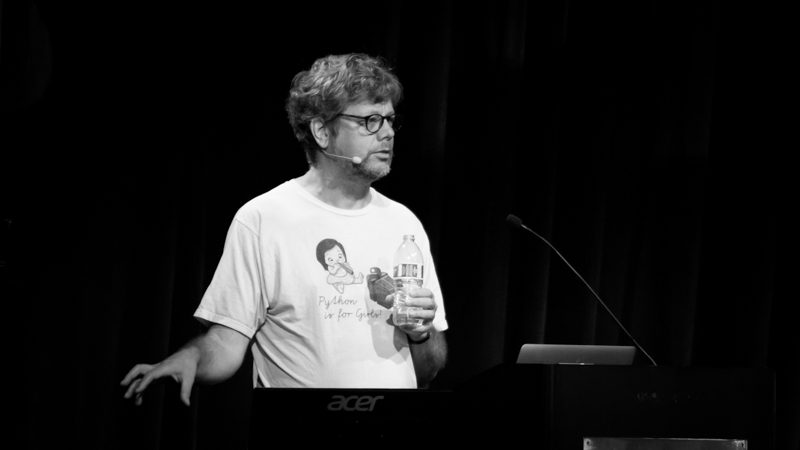
Guido van Rossum, BDFL do Python até 2018

Benevolent Dictator for Life é uma expressão da língua inglesa (em português, Ditador Benevolente Vitalício) que, na comunidade de software livre, designa aquele que cria um projeto e que deve ter a palavra final sobre ele, numa discussão da comunidade. O termo é inspirado na série Monty Python e foi introduzido na comunidade de software livre por Guido van Rossum, criador da linguagem de programação Python. Guido abandonou o posto em julho de 2018.
Um Benevolent Dictator for Life não é um ditador na concepção exata da palavra, mas aquele que, por ser o criador do projeto, tem o dever de tomar decisões sobre os rumos dados à sua criatura.

## BDFLs
- Guido van Rossum: Criador do Python[3]
- Patrick Volkerding: Slackware[4]
- Larry Wall: Perl[5]
- Linus Torvalds: Linux[6]